# Mariene ecoregio Sahel-opwelling
De Mariene ecoregio Sahel-opwelling (80) (Engels: Sahelian Upwelling marine ecoregion) is een biogeografische regio en ligt in het oosten van de Atlantische Oceaan in de Mariene provincie West-Afrikaanse Transitie (16) in het Marien rijk Tropische Atlantische Oceaan. De mariene ecoregio is vastgesteld door het World Wide Fund for Nature en The Nature Conservancy en is vernoemd naar de Sahel en de Opwelling.
In het noorden grenst het gebied aan de mariene ecoregio Saharaanse Opwelling (28), in het westen aan de mariene ecoregio Kaapverdië (79) en in het zuiden aan de mariene ecoregio Westelijke Golf van Guinee (81).

## Geografie
De mariene ecoregio ligt in het oosten van de Atlantische Oceaan voor de westkust van Mauritanië, Senegal en Gambia, maar zonder de Kaapverdische Eilanden. Het gebied strekt zich uit van ten zuiden het schiereiland Ras Nouadhibou tot aan Cap Skirring bij de grens met Senegal-Guinee-Bissau en omvat onder andere de wateren rondom het Kaapverdische Schiereiland en de estuaria/mondingen van de Saloum, Diombos, Gambia en de Casamance.
Door het gebied stroomt de Canarische stroom, onderdeel van de Noord-Atlantische gyre.

## Biogeografie
Het gebied kent zeeleven dat houdt van tropische temperaturen.